# دیوردی سوچ
دیوردی سوچ (مجاری: Szűcs György; ۲۳ آوریل ۱۹۱۲ – ۱۰ دسامبر ۱۹۹۱) یک بازیکن فوتبال اهل مجارستان بود و در تیم ملی فوتبال مجارستان بازی کرده‌است. وی همچنین مربی تیم ملی فوتبال ایران بوده است.

## یادداشت
1. ↑  معادل جُرج در انگلیسی